# Galle
För andra betydelser, se Galle (olika betydelser).
Galle (tamil: காலி) är en provinshuvudstad i Sri Lanka.  Den ligger i provinsen Southern Province, på sydvästra spetsen av landet, 110 km söder om huvudstaden Colombo. Antalet invånare är 93 118.
Galle är huvudort i den sydliga delen av ön med järnvägsförbindelse till Colombo och Matara. Här finns även en cricketarena, Galle International Stadium, där träningsmatcher spelas.
1988 sattes de äldre delarna av staden Galle och dess befästningar upp på Unescos världsarvslista. 
Galle är en populär ort för turister och backpackers. 

## Historia
Galle omnämns redan 545 i Kosmas Indikopleustes geografiska verk.
När Ibn Battuta kom fram till Sri Lanka och Galle som han kallar Qali  1344 var det Sri Lankas främsta hamn.
Runt år 1409 besökte den kinesiske amiralen Zheng He  Galle och lämnade efter sig en stele med inskriptioner på kinesiska, persiska och tamil. Stelen återupptäcktes 1911 och finns idag på nationalmuseet i Colombo.
1505 anlände en grupp portugisiska sjömän som var på väg till Maldivierna, men kommit på avvägar i en storm. Portugiserna byggde den första befästningen i Galle, kallad Svarta fortet, 1598 på en klippa som skjuter ut i havet och omsluter Galles hamn. Fästningen omfattade tre bastioner och en vallgrav. Sjösidan däremot ansågs osårbar och befästes inte.
Galle föll i holländarnas händer in 1640. Befästningen utökades och förbättrades avsevärt under holländarna så att den omfattade hela halvön med totalt 14 bastioner. Stora delar av den gamla staden fick tydliga holländska drag med militära, administrativa, kommersiella och religiösa byggnader, avloppssystem och vägnät. Holländarna gjorde Galle till sin administrativa huvudstad på ön. Under 1700-talet nådde Galle en höjdpunkt efter det att vallar mot havet färdigställts 1729. Den befästa staden inrymde då 500 familjer, administration, handel och lager. 

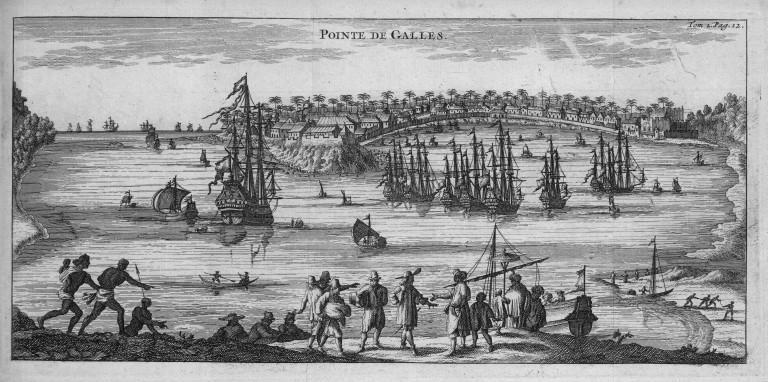
Galle 1754
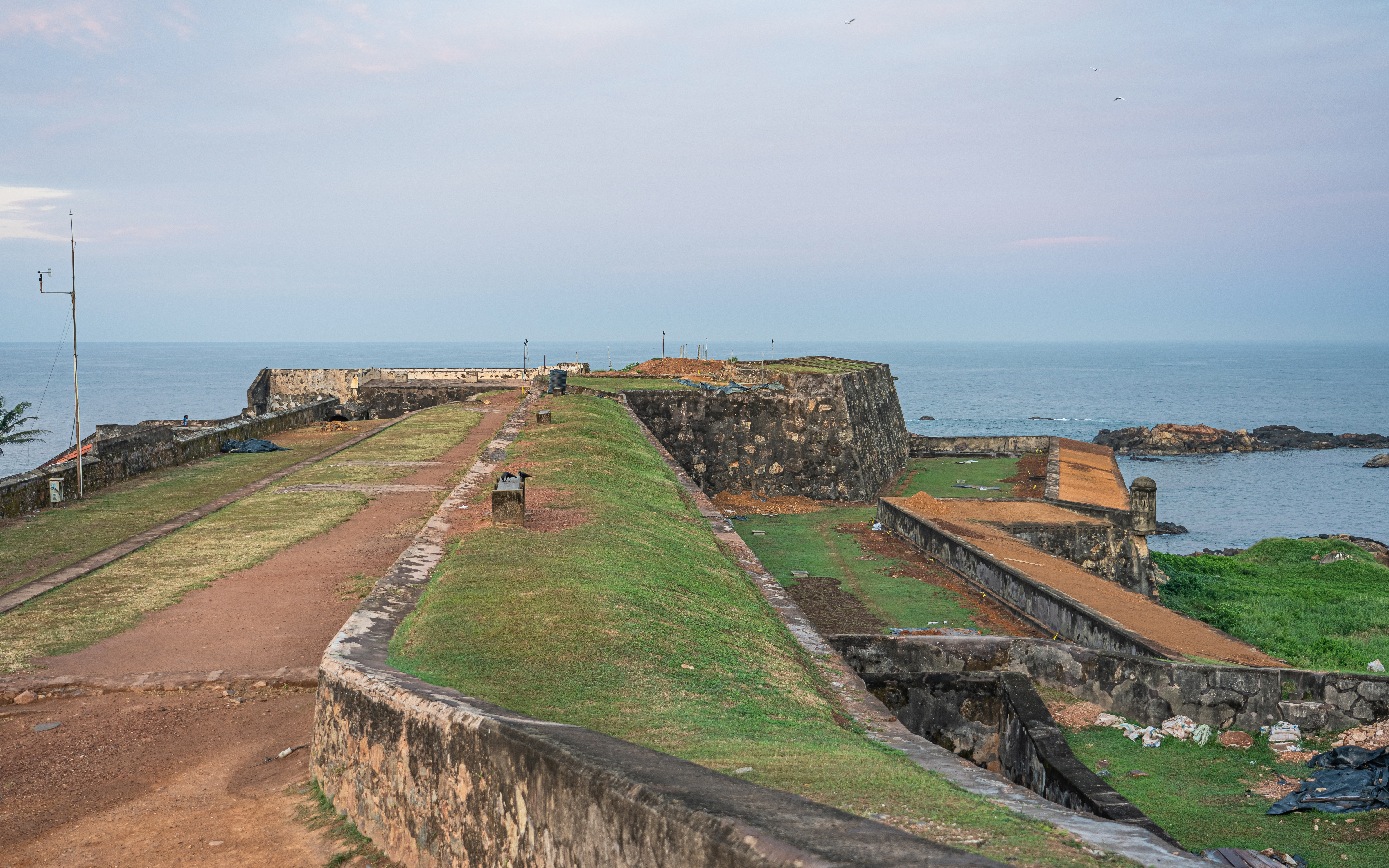
Fortets vallar
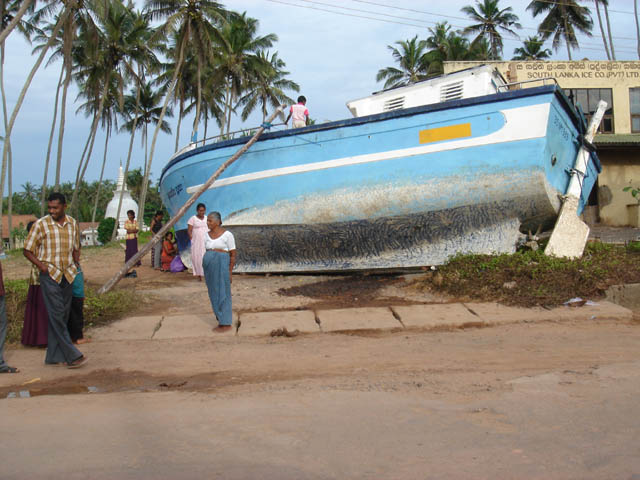
Efter tsunamin

1796 tog lämnades Galle över britterna en vecka efter det alla Colombo fallit. Britterna genomförde en del modifieringar av fortet,  men i stort sett fick fortet vara intakt och är därför ett av de finast bevarade befästa städer som byggts av européer i Syd- och Sydosasien. 
Tsunamin 2004 slog in med stor kraft över Galle och orsakade tusentals människors död.

## Klimat
|                                            | Jan  | Feb  | Mar   | Apr   | Maj   | Jun   | Jul   | Aug   | Sep   | Okt   | Nov   | Dec   |
| ------------------------------------------ | ---- | ---- | ----- | ----- | ----- | ----- | ----- | ----- | ----- | ----- | ----- | ----- |
| Normaldygnets maximitemperaturs medelvärde | 29,0 | 29,0 | 29,9  | 30,6  | 30,6  | 29,8  | 29,0  | 28,6  | 28,4  | 28,5  | 28,7  | 29,1  |
| Normaldygnets minimitemperaturs medelvärde | 22,8 | 23,0 | 23,9  | 24,8  | 25,5  | 25,2  | 24,8  | 24,7  | 24,7  | 24,1  | 23,5  | 23,1  |
|                                            |      |      |       |       |       |       |       |       |       |       |       |       |
| Nederbörd                                  | 85,1 | 70,5 | 111,3 | 206,8 | 290,4 | 188,2 | 163,2 | 185,9 | 255,8 | 322,7 | 321,0 | 176,9 |

| Diagram | temperaturer i °C • månadsnederbörd i mm • Källa: WMO | temperaturer i °C • månadsnederbörd i mm • Källa: WMO | temperaturer i °C • månadsnederbörd i mm • Källa: WMO | temperaturer i °C • månadsnederbörd i mm • Källa: WMO | temperaturer i °C • månadsnederbörd i mm • Källa: WMO | temperaturer i °C • månadsnederbörd i mm • Källa: WMO | temperaturer i °C • månadsnederbörd i mm • Källa: WMO | temperaturer i °C • månadsnederbörd i mm • Källa: WMO | temperaturer i °C • månadsnederbörd i mm • Källa: WMO | temperaturer i °C • månadsnederbörd i mm • Källa: WMO | temperaturer i °C • månadsnederbörd i mm • Källa: WMO | temperaturer i °C • månadsnederbörd i mm • Källa: WMO |
|         | 85 29 23                                              | 71 29 23                                              | 111 30 24                                             | 207 31 25                                             | 290 31 26                                             | 188 30 25                                             | 163 29 25                                             | 186 29 25                                             | 256 28 25                                             | 323 29 24                                             | 321 29 24                                             | 177 29 23                                             |

## Byggnader
Den reformerta holländska kyrkan byggdes ursprungligen 1640. Den nuvarande byggnaden uppfördes mellan 1752 och 1755. Kyrkans golv är stenlagt med gravstenar från den gamla kyrkans kyrkogård. 

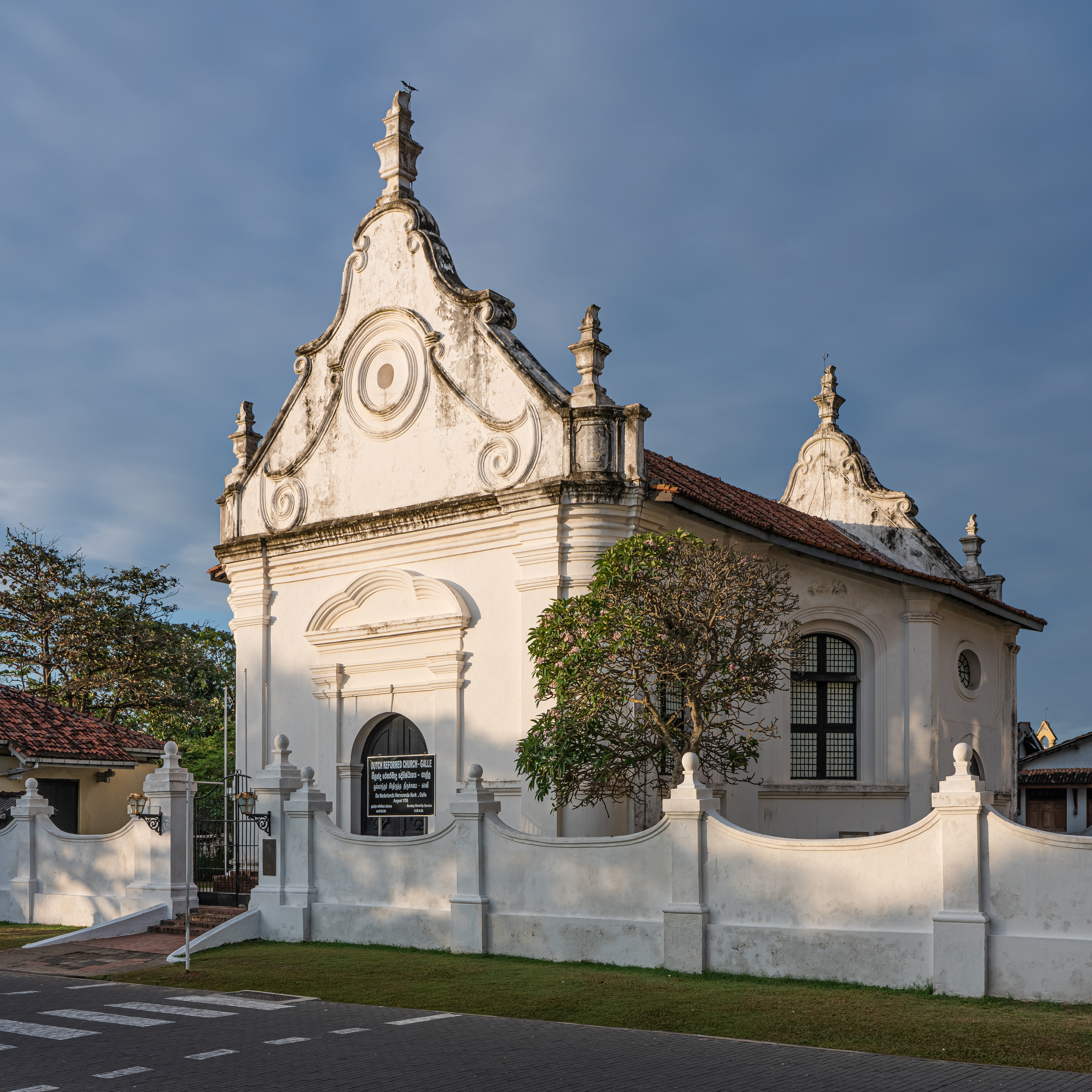
Den holländska reformerta kyrkan
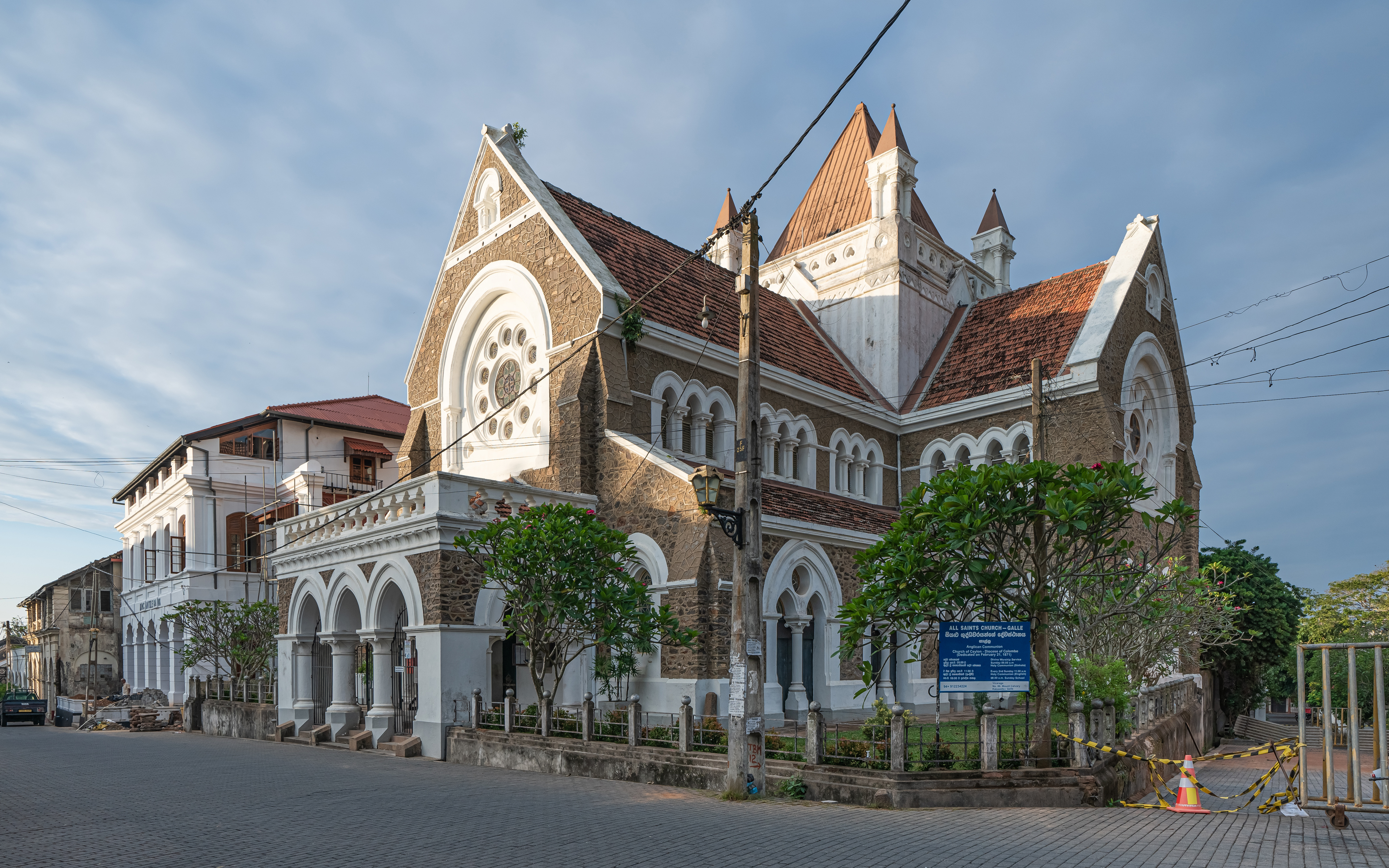
Den anglikanska kyrkan
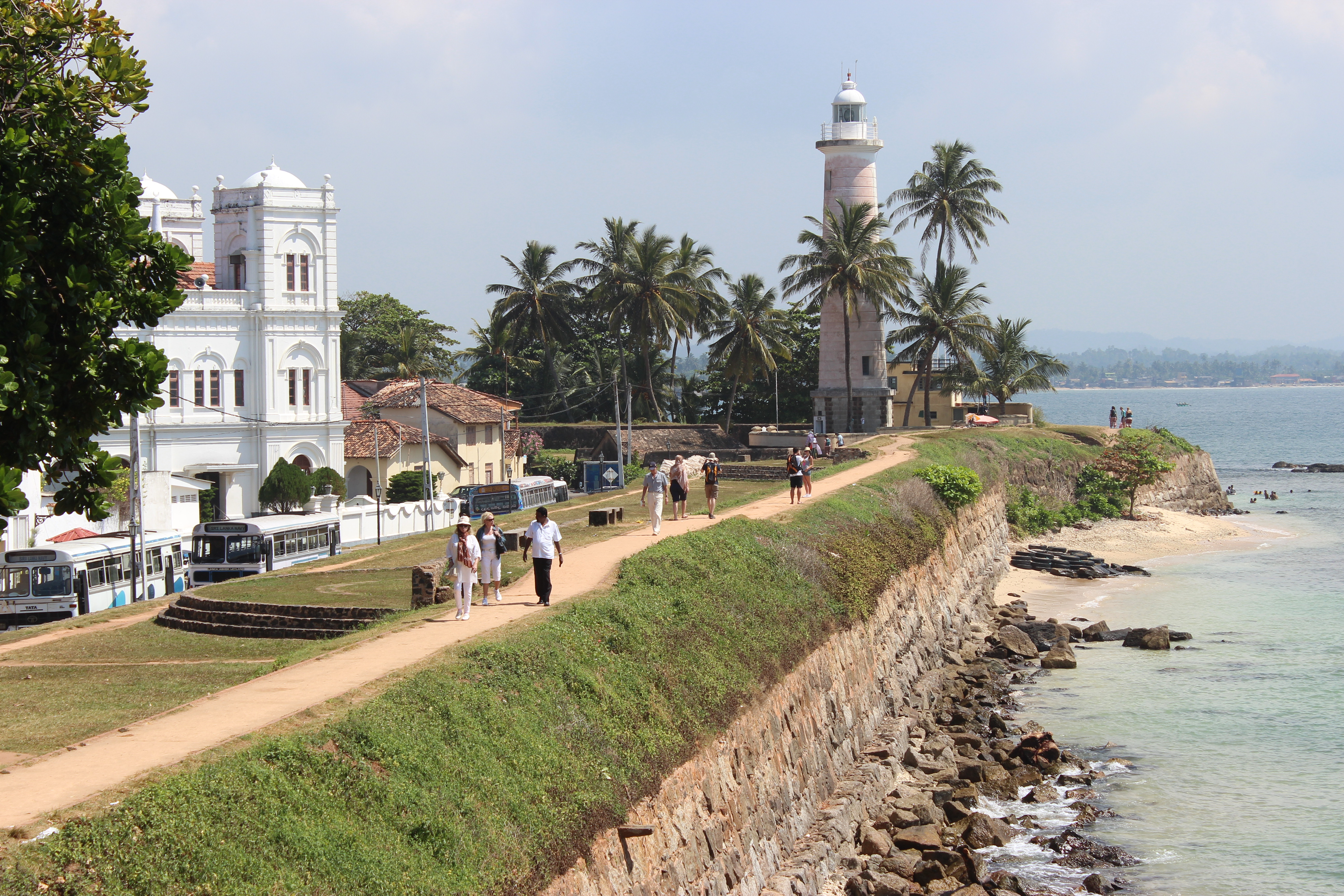
Fyren och moskéen vid Utrachtbastionen

Den anglikanska kyrkan byggdes mellan 1868 och 1871.
Fyren, som ligger vid sydöstra hörnet av Galles udde vid Utrachtbastionen, byggdes 1938 ovanpå ruinerna av ett brittiskt krutförråd.   Nära fyren ligger en moské från 1904 byggd i form av en portugisisk barockkatedral. 

## Vänorter
- Velsen i Nederländerna sedan 1988
- Melbourne i Australien sedan 2005